# Florence Jaffray Harriman
Pour les articles homonymes, voir Jaffray et Harriman.
Florence Jaffray Harriman, née le 21 juillet 1870 à New York et morte le 31 août 1967 à Washington, D.C., est une féministe, suffragette, diplomate et femme du monde américaine. Militante pour le droit de votes des femmes, fondatrice en 1903 du premier club féminin new-yorkais, le Colony Club, elle est nommée en 1937 ambassadrice des États-Unis en Norvège, poste qu'elle occupe jusqu'en 1940 et où elle participe à aider à l’évacuation du pays devant l'invasion de l'Allemagne nazie,.

## Biographie

### Jeunesse
Florence Jaffray Harriman naît le 21 juillet 1870 à New York, aux États-Unis,.

### Vie privée
Elle est l'épouse de J. Borden Harriman (en).

## Sources
- (en) Cet article est partiellement ou en totalité issu de l’article de Wikipédia en anglais intitulé « Florence Jaffray Harriman » (voir la liste des auteurs).  1. 1 2 3  (en) « Florence Jaffray Harriman | US Ambassador to Norway, Women’s Rights Activist | Britannica », sur Encyclopædia Britannica, 17 juillet 2024 (consulté le 24 août 2024)
  2. ↑  (en) « Florence Jaffray Hurst Harriman (1870–1967) »
  3. ↑  (en-US) fdrlibrary, « Florence Harriman, Diplomat », sur Forward with Roosevelt, 22 avril 2020 (consulté le 24 août 2024)